# Hotel Lexington

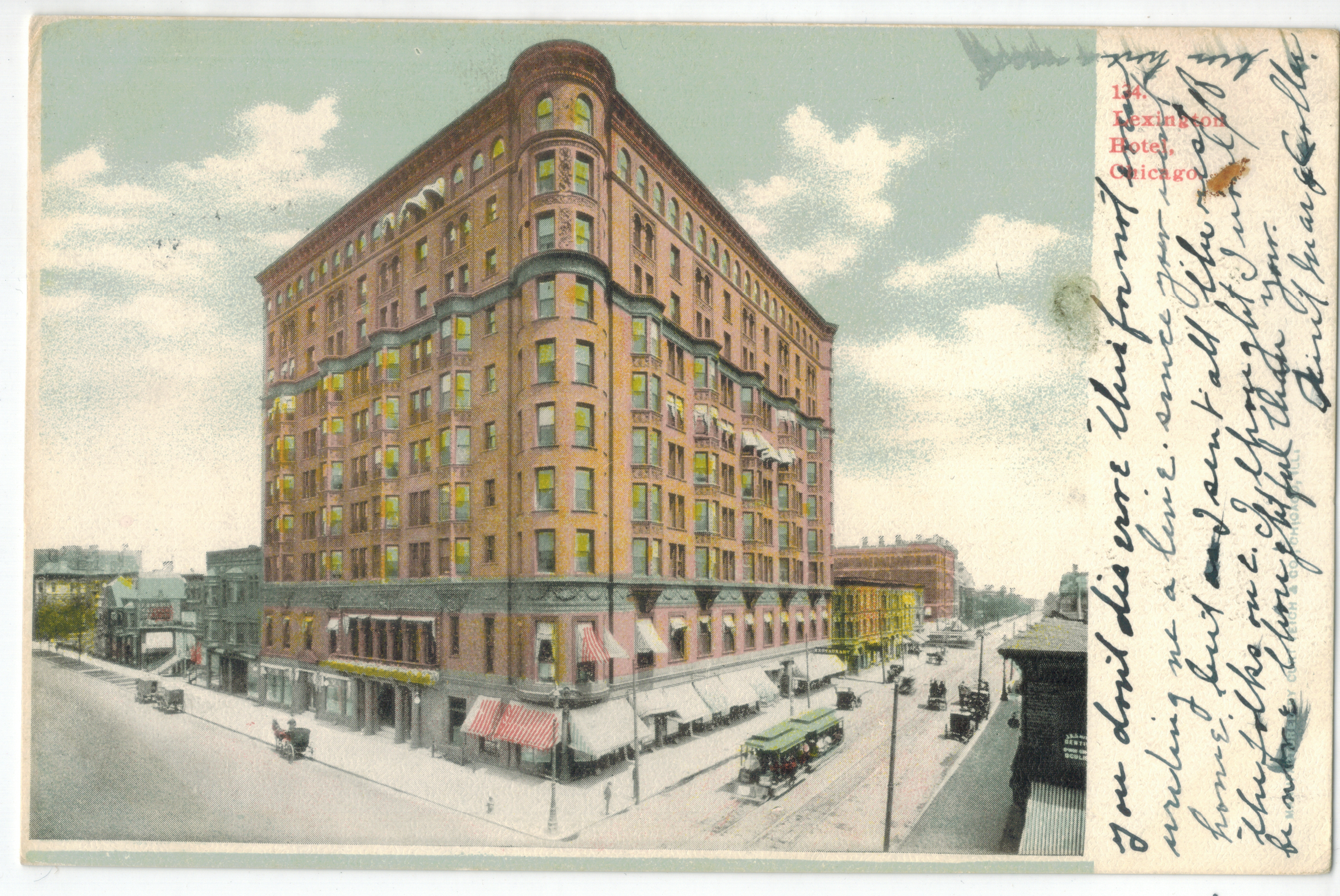
El Hotel Lexington en una postal de 1906.

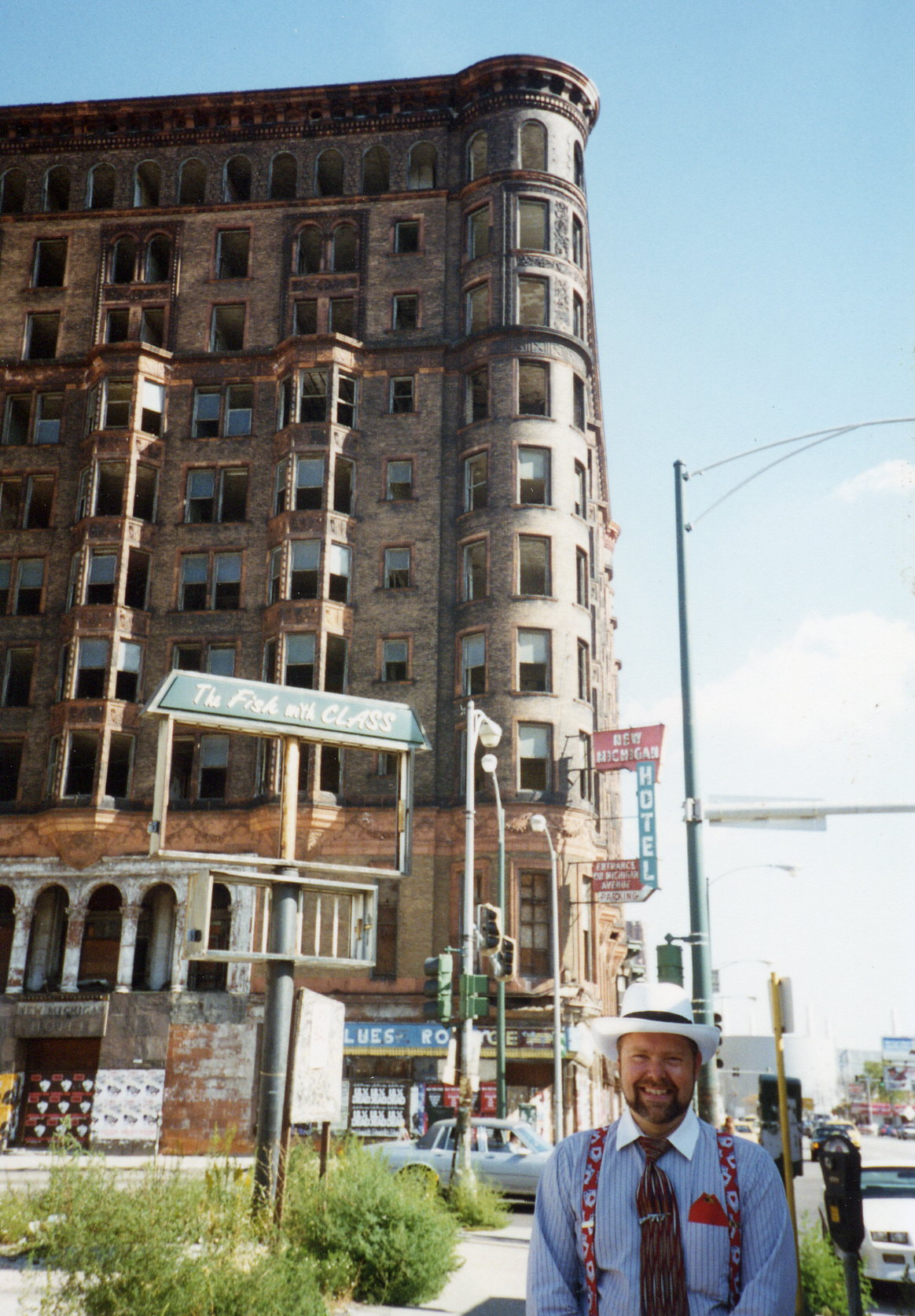
El Hotel Lexington en estado ruinoso (fotografía de los años 1990).

El Hotel Lexington fue un hotel de diez pisos ubicado en Chicago (Illinois, Estados Unidos), en el 2135 S. de Michigan Avenue.

## Historia
El Hotel Lexington se construyó en 1892 (o 1891) para los asistentes a la Exposición Colombina. Este hotel se destacó por ser la residencia principal del gánster Al Capone desde julio de 1928 hasta su arresto en 1931. Después de la Masacre del Día de San Valentín, algunos comentaristas llamaron al hotel «Castillo de Capone». Más tarde pasó a llamarse «The New Michigan Hotel» y funcionó como un burdel con 400 habitaciones. El hotel cerró en 1980. El 21 de abril de 1986, las bóvedas cerradas encontradas en el hotel fueron el tema de un programa de televisión en directo llamado El misterio de las bóvedas de Al Capone, que recibió 30 millones de espectadores. El edificio fue demolido en 1995, a pesar de su presencia en la lista de monumentos de Chicago y en el Registro Nacional de Lugares Históricos. El lugar donde una vez estuvo el hotel es actualmente el sitio de un rascacielos residencial de 296 unidades llamado «The Lex» que se completó en 2012.